# Янчунь
Янчу́нь (кит. упр. 阳春, пиньинь Yángchūn) — городской уезд городского округа Янцзян провинции Гуандун (КНР).

## История
В эпоху Южных и северных династий в 523 году, когда эти места входили в состав империи Лян, были созданы Янчуньский округ (阳春郡) и уезд Янчунь (阳春县). После объединения китайских земель в империю Суй округа были упразднены, поэтому в 590 году Янчуньский округ был расформирован. Во времена империи Тан в 621 году была создана Чуньчжоуская область (春州), власти которой разместились в уезде Янчунь. В 1073 году Чуньчжоуская область была присоединена к Наньэньской области (南恩州), власти которой размещались в уезде Янцзян (阳江县). После основания империи Мин Наньэньская область была в 1368 году расформирована, а уезд Янчунь был подчинён Чжаоцинской управе.
Во времена империи Цин уезд Янцзян в 1867 году был поднят в статусе и стал Янцзянской непосредственно управляемой областью (阳江直隶州), в подчинение властям которой перешли уезды Янчунь, Кайпин и Эньпин. В 1870 году Янцзянская непосредственно управляемая область была преобразована в Янцзянский непосредственно управляемый комиссариат (阳江直隶厅), а уезды Янчунь, Кайпин и Эньпин вернулись в подчинение властям Чжаоцинской управы. В 1906 году Янцзянский непосредственно управляемый комиссариат вновь стал Янцзянской непосредственно управляемой областью, в подчинение властям которой перешли уезды Янчунь и Эньпин. После Синьхайской революции в Китае была проведена реформа структуры административного деления, в результате которой области были упразднены.
После вхождения этих мест в состав КНР уезд вошёл в состав Специального района Юэчжун (粤中专区). В 1952 году административное деление провинции Гуандун было изменено: были расформированы специальные районы, и уезд вошёл в состав Административного района Юэси (粤西行政区). В 1955 году было принято решение об упразднении административных районов, и в 1956 году уезд вошёл в состав нового Специального района Чжаньцзян (湛江专区).
4 ноября 1958 года уезды Янчунь и Янцзян были объединены в уезд Лянъян (两阳县), но 25 марта 1961 года уезд Лянъян был вновь разделён на уезды Янчунь и Янцзян.
В 1970 году Специальный район Чжаньцзян был переименован в Округ Чжаньцзян (湛江地区).
В сентябре 1983 года округ Чжаньцзян был расформирован, и уезд перешёл в состав городского округа Цзянмэнь.
Постановлением Госсовета КНР от 7 января 1988 года уезды Янчунь и Янцзян были выделены из городского округа Цзянмэнь в отдельный городской округ Янцзян.
Постановлением Госсовета КНР от 5 мая 1994 года уезд Янчунь был преобразован в городской уезд.

## Административное деление
Городской уезд делится на 1 уличный комитет и 15 посёлков.

## Экономика
В уезде выращивают макадамию. По итогам 2021 года общая площадь насаждений макадамии достигла 8786 га, объем производства составил 16,5 тыс. тонн, а совокупная стоимость продукции — 650 млн юаней (93,37 млн долл. США). Свыше 10 тыс. деревенских жителей участвуют в производстве орехов макадамии. 